# Vineum Bodensee

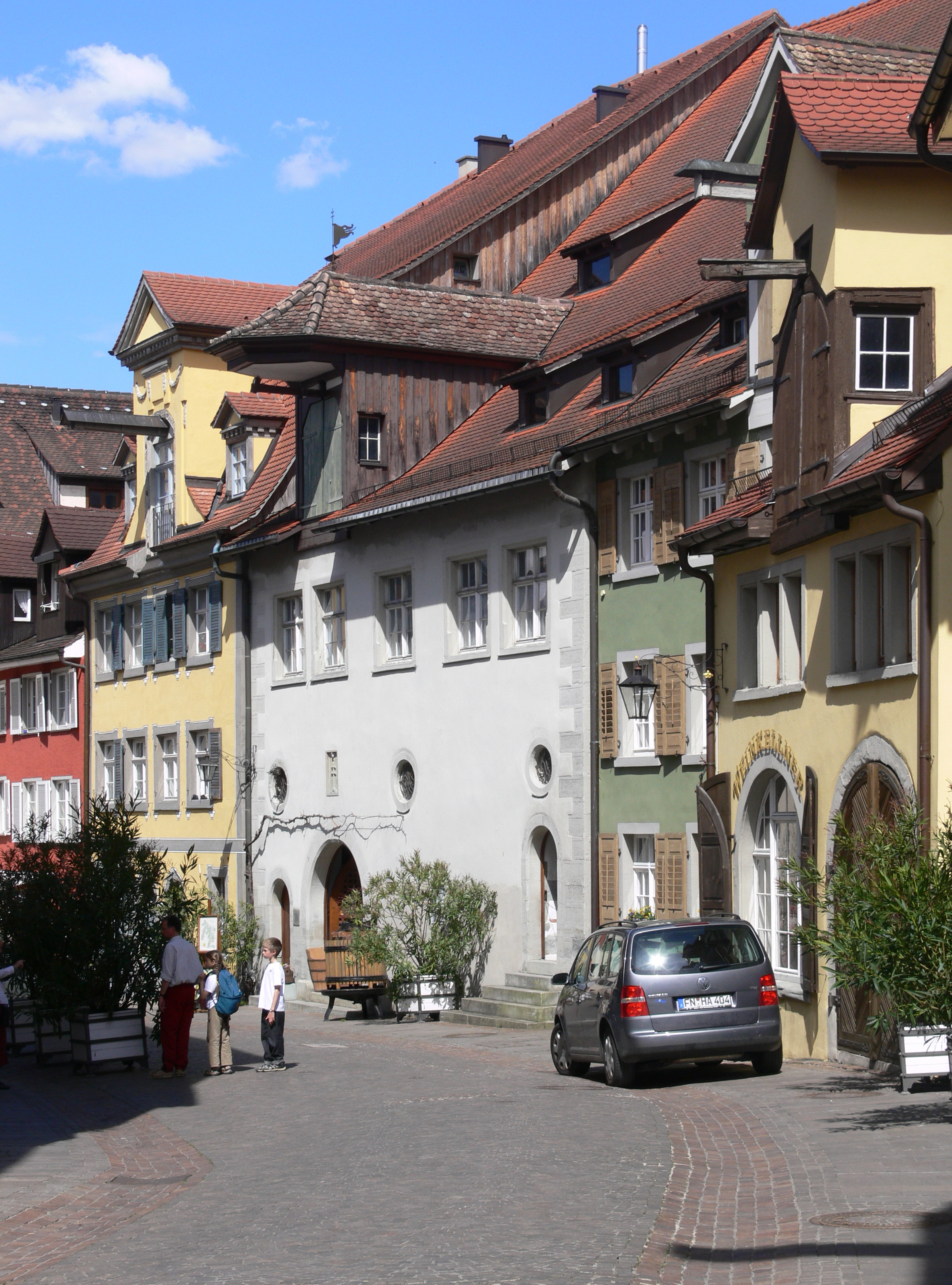
Vorburggasse in Meersburg

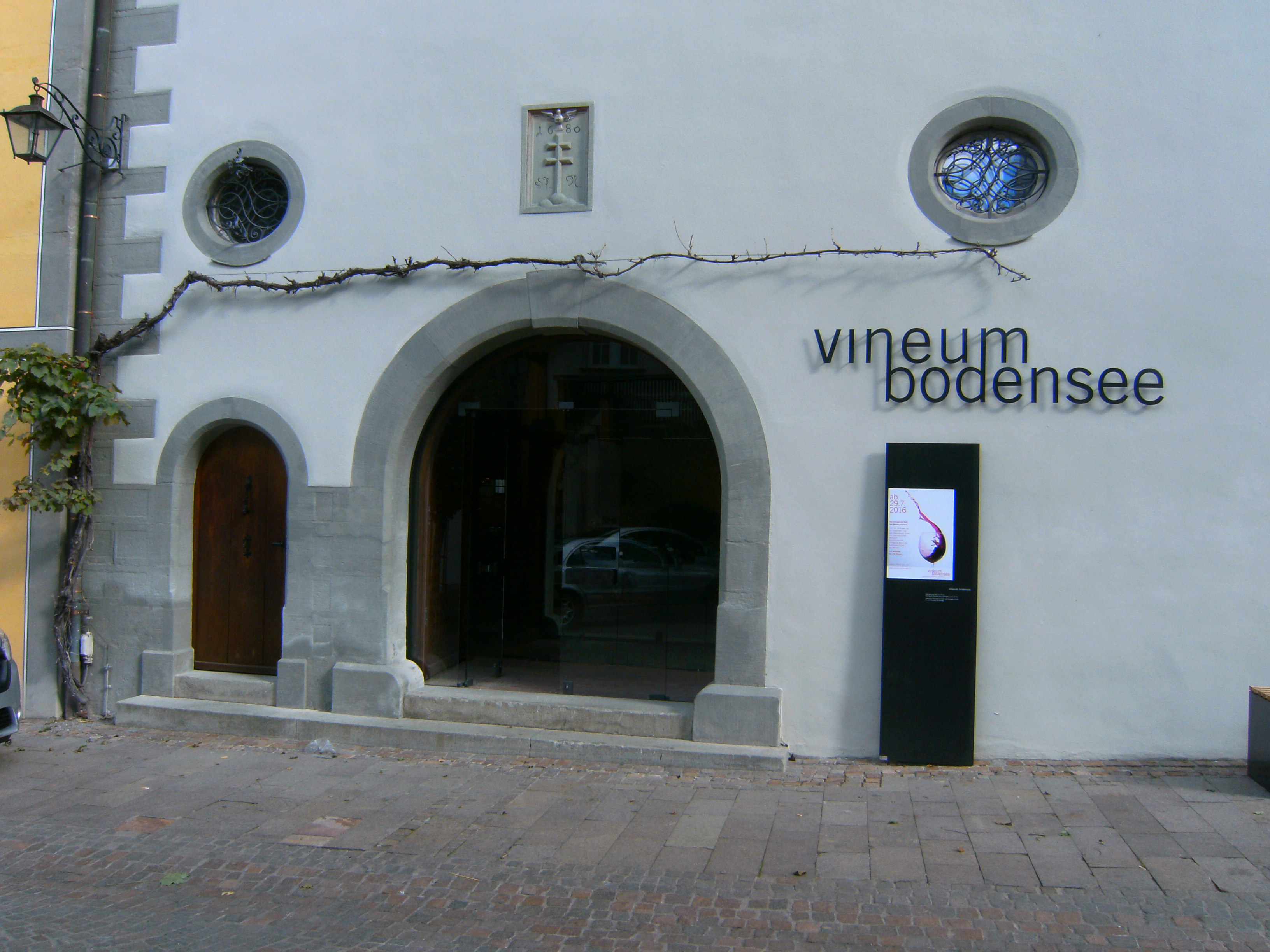
Eingangsbereich

Das vineum bodensee ist ein Museum der Stadt Meersburg und stellt die Kulturgeschichte des Weines in Meersburg und am Bodensee dar. Es befindet sich in der Vorburggasse 11 in der Meersburger Oberstadt und wurde am 29. Juli 2016 eröffnet. Das Gebäude ist ein ehemaliges Heilig-Geist-Spital, in dem 1815 der Arzt und Magnetiseur Franz Anton Mesmer verstarb. Das vineum bodensee wird vollständig von der Stadt Meersburg getragen und ist der Abteilung Kultur & Museum zugeordnet. Das vineum bodensee ist barrierefrei.

## Bereiche

### Erdgeschoss
Der Eingangsbereich, die Torkelhalle, wird dominiert vom sogenannten Heiliggeist-Torkel aus dem Jahr 1607. Mit dieser Weinpresse konnten bis zu 4000 Kilogramm Weintrauben in 24 Stunden gepresst werden. Der funktionsfähige Torkel war bis 1922 in Betrieb und ist einer der ältesten und größten Weintorkel Europas. Eine Filmprojektion auf den Torkel zeigt halbstündlich, wie das große Technikbaudenkmal funktioniert. Im benachbarten Filmraum berichten namhafte Winzer der Bodenseeregion von ihrem besonderen Moment der Verwandlung, wenn Traubensaft zu Wein wird. In einem weiteren Raum des Erdgeschosses wird Wein als Life-Style Mittel des 21. Jahrhunderts gezeigt: Außergewöhnliche Weinetiketten, Dekanter, Gläser, Verpackungen, Korkenzieher, Weinverschlüsse, Kosmetika und Kleidungsstücke zeigen die Welt des Wein-Designs. Im letzten Raum des Erdgeschosses können ausgewählte Weine von Bodenseewinzern aus Deutschland, Liechtenstein, Österreich und der Schweiz probiert werden. Mittels Chipkarte entnimmt man dazu Probierschlucke an einem Weindispenser.

### Zwischengeschoss
Im Zwischengeschoss befinden sich Garderoben und Toiletten.

### Zweites Obergeschoss
Der Auftaktraum zeigt die älteste etikettierte Weinflasche der Bodenseeregion, sie stammt von 1865 und ist eine Leihgabe der Fürsten zu Waldburg-Wolfegg. Der anschließende Raum versammelt in einer Wandinstallation aus jedem der 101 weinproduzierenden Länder dieser Erde jeweils eine Weinflasche als Repräsentantin ihres Landes. Über einen Touchscreen sind Zahlen und Fakten zur globalen Weinwelt abrufbar, zum Beispiel die Ausbreitung des Weines in jüngster Zeit oder die fünfzehn weltweit größten Weinproduzenten. Der zweite Raum des Rundgangs erklärt das sogenannte Terroir, die naturräumlichen Gegebenheiten, die auf den Bodenseewein Einfluss haben. Im Flur erinnert ein Porträt an den Arzt und Magnetiseur Franz Anton Mesmer, der im Herbst 1814 Wohnräume im Heilig-Geist-Spital bezog und hier am 5. März 1815 verstarb. Sein Grab kann auf dem Meersburger Friedhof besucht werden. Ein weiterer Raum zeigt unter dem Motto Rausch und Ritual eine Fotoinstallation des brasilianischen Fotokünstlers Marcos Alberti. Gemäß dem Sprichwort: „beim ersten Glas geht es ums Essen, beim zweiten um die Liebe und beim dritten steht alles Kopf“ hat er in seinem Fotoprojekt „three glases wine“ Freunde nach dem Genuss von einem, von zwei und von drei Gläsern Wein fotografiert. Welche Rolle der Wein im religiös-rituellen Bereich spielt zeigen Exponate der katholischen Kirche Meersburgs sowie zwei Statuen des Schutzpatrons der Winzer, des Heiligen Urban. Urban I. von Rom oder Urban von Langres.
Im nächsten Raum zeigen zwei Leihgaben des Stadtarchivs Meersburg, eine Flurkarte und ein Urbar – das erste umfassende Grundbuch für Meersburg – des „Rebstalls Mörspurg“, die Besitz- und Arbeitsverhältnisse in Meersburg um das Jahr 1700. Der damalige Fürstbischof von Konstanz, Marquard Rudolf von Rodt, ließ auf diese Weise alle Rebflächen, alle Wälder, Wiesen und Äcker erfassen, um einen besseren Überblick über die Abgaben zu erhalten und um die Ungleichheiten in der Steuerveranlagung zu beseitigen. In diesem Urbar sind zum ersten Mal sämtliche Meersburger Weinberge mit ihren Eigentümern und den Belastungen verzeichnet, sortiert nach Lagen und Qualität. Damit ist das vineum bodensee als städtisches Museum im Besitz der ältesten Lagenkarte mit Qualifizierung für den deutschsprachigen Raum. Anschaulich geben vier Filme Aufschluss über die Besitzverhältnisse im 18. Jahrhundert, über die Arbeitsbedingungen der Arbeiter im Weinberg, über das komplexe Abgaben- und Steuersystem sowie über die historischen Lagennamen, die teilweise heute noch existieren.
Im Raum mit dem Motto „Duft des Weines“ können an etwa 20 Amphoren die Aromen erraten werden, die man im Bodenseewein finden kann.
Ein großes Ressourcenmodell zeigt in einem weiteren Raum, wie der Bodensee während des gesamten Mittelalters bis weit in die Neuzeit hinein als Drehscheibe der Wirtschaft fungierte. Abhängig vom enormen Ausmaß der Weinproduktion am See, mussten u. a. Getreide aus Oberschwaben, Holz vorzugsweise aus dem Bregenzer Wald und Kuhdung in ebenso großen Mengen an den See geschafft werden. Beispielsweise wurden jährlich bis zu 10 Millionen Rebstecken im gesamten Seeweingebiet ausgetauscht. Historische Fotografien von ca. 1880 bis 1920 zeigen eindrücklich die Ausläufer dieses komplexen Wirtschaftssystems. Die Seeweine wurden hauptsächlich in Vorarlberg, Zürich, Schwarzwald, Oberschwaben und Allgäu abgesetzt.
In einem weiteren Raum werden historische Trinkanlässe dargestellt. Mittels einer Filminstallation wird der Besucher quasi Teil des Trinkanlasses, der auf einen Tisch projiziert wird. So kann man eindrücklich erleben, wie Wein im Mittelalter als Heilmittel genutzt wurde, wie man es an der herrschaftlichen Tafel mit dem „Gesundtrinken“ hielt, wie es in den Wirtsstuben zuging und welche Trinkrituale eine sog. Trinkstubengesellschaft hatte. Letzteres wird in einem kleinen, angrenzenden Raum, noch detaillierter gezeigt. Hier hat nämlich die Gesellschaft der 101 Bürger von Meersburg ihre museale Heimat gefunden. Die „101er“, wie sie in Meersburg genannt werden, sind eine der ältesten Trinkstubengesellschaften Deutschlands. Ihre weltlichen und religiösen Wurzeln reichen bis ins 15. Jahrhundert zurück, und als Gesellschaft der 101 Bürger von Meersburg existiert sie noch heute. Die vertretenen Traditionen sind Versammlungsfreiheit, Meinungsfreiheit, christliche Werte, soziale Sicherheit und Bürgersinn. Ausgestellt werden die wichtigsten Devotionalien der Gesellschaft: Der Apfelbär von 1632 trägt einen Apfel, der mit Münzen als Spende gespickt wird. Am Totenleuchter aus dem 19. Jahrhundert in Form eines Baumes werden zum Gedenken kleine Namensplaketten der im vergangenen Jahr verstorbenen Gesellen aufgehängt. Der Pokal von 1660 der Gesellschaft wird beim jährlichen zeremoniellen Neujahrstrunk benutzt. Ausgestellt ist auch die Stubenordnung der „Gesellschaft im Truben“ von 1599.
Der vorletzte Raum des Rundgangs zeigt die gesellschaftlichen Veränderungen im 19. und beginnenden 20. Jahrhundert und welche Auswirkungen sie auf die Weinproduktion und damit auf die Lebensumstände der Menschen am See hatten. Durch die Säkularisation gehen die Weingüter des Fürstbischof von Konstanz und des Klosters Salem an das heutige Staatsweingut Meersburg bzw. an den Markgraf von Baden über. Den vielen kleinen, privaten Winzern sicherte ein Zusammenschluss in Genossenschaften oder Winzervereinen das Überleben. Der Winzerverein Hagnau, der älteste badische Winzerverein, wurde im benachbarten Hagnau von Pfarrer Heinrich Hansjakob gegründet. Nur kurze Zeit später, im Jahr 1884, folgte die Gründung des Meersburger Winzervereins durch den Meersburger Karl Benz.
Im abschließenden Raum des Rundgangs im ersten Obergeschoss, aus dem der Aufzug dann wieder nach unten führt, ist eine sog. Ampelographie in Form eines Rebwaldes als Installation aufgebaut. Es handelt sich um eine der berühmtesten Ampelographien von den Franzosen Pierre Viala und Viktor Veromel. Auf 500 Farblithografien werden die um 1900 bekannten Rebsorten dargestellt.

### Dachgeschoss
Das Dachgeschoss des Heilig-Geist-Spitals beherbergt unter dem historischen Dachgebälk einen 300 m² großen Veranstaltungssaal, der v. a. für historische Sonderausstellungen und für Kulturveranstaltungen genutzt wird. Hier fand vom April 2015 bis September 2015 die große Sonderausstellung anlässlich des 200. Todestages von Franz Anton Mesmer statt. Der Saal kann aber auch für Seminare und Tagungen gemietet werden. Seit Juli 2017 findet hier die Kleinkunstreihe „Kultur unter dem Dach“ mit Musik und Kabarett statt.

## Das Gebäude Heilig-Geist-Spital

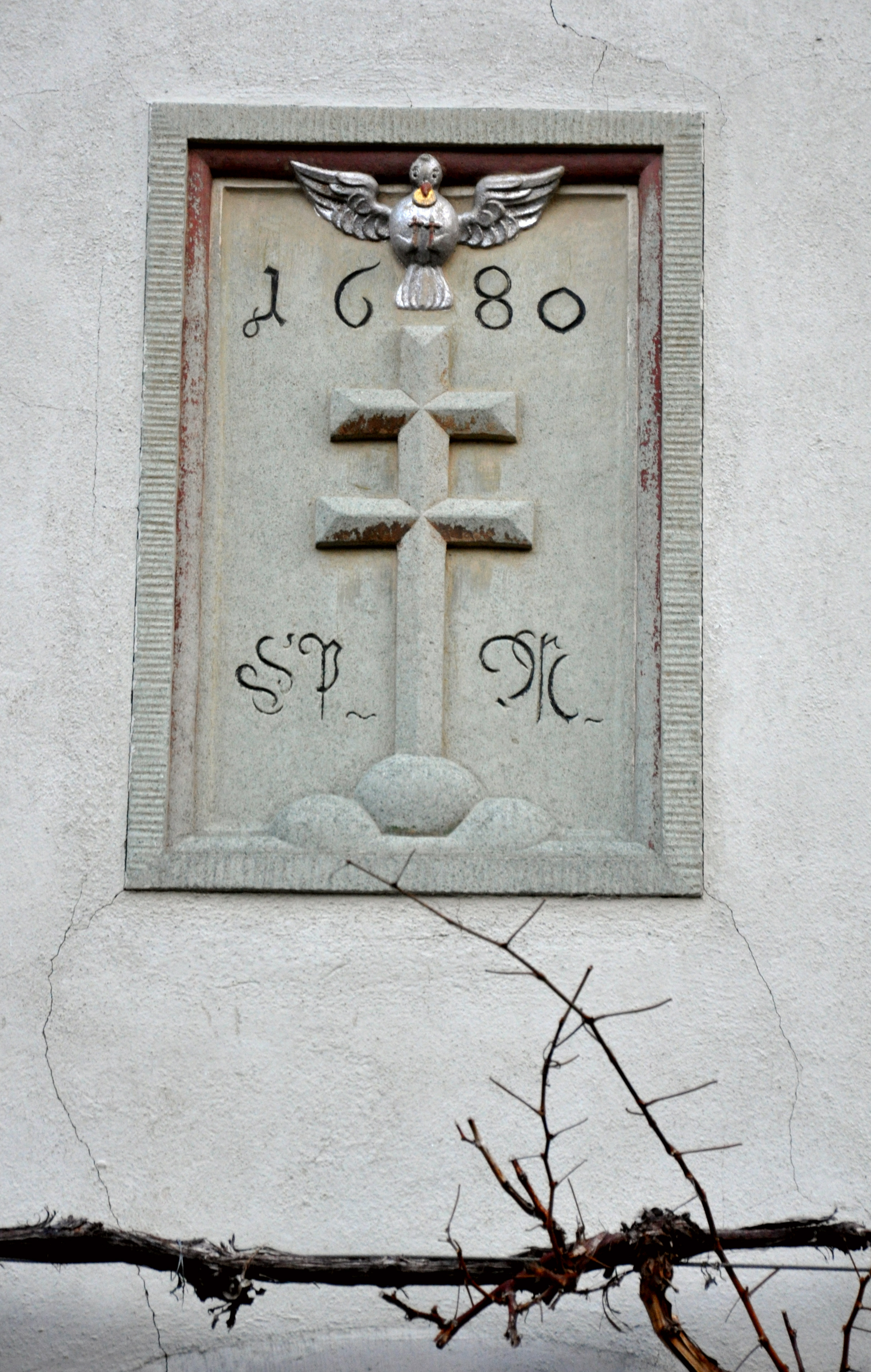
Wappen des Heilig-Geist-Spitals in Meersburg von 1680

Gekennzeichnet wird das frühbarocke Konstanzer Heilig-Geist-Spital in Meersburg durch seinen hohen, ebenerdigen Torkelraum. Dieses und die übrigen Häuser der östlichen Seite der Vorburggasse stehen mit der Außenfront auf den Mauern der Stadtbefestigung. Das Spitalwappen befindet sich über dem Portal. Die Taube über dem Doppelkreuz deutet auf den Heiligen Geist hin. Die Abkürzung SP bedeutet Spital, M bedeutet Meersburg. Das Haus wurde als Pfründnerheim des Spitals genutzt. Das Heilig-Geist-Spital, so wie es sich heute präsentiert, wurde ca. 1680 gebaut und wurde daher nicht vom Großbrand der Vorburggasse im Jahr 1605 zerstört.